# Felsőpáhok
Felsőpáhok is een plaats (község) en gemeente in het Hongaarse comitaat Zala. Felsőpáhok telt 579 inwoners (2001).